# Tisůvka
Tisůvka är ett berg i Tjeckien. Det ligger i den centrala delen av landet, 120 km öster om huvudstaden Prag. Toppen på Tisůvka är 792 meter över havet. Tisůvka ingår i Žďárské vrchy.
Terrängen runt Tisůvka är huvudsakligen platt, men österut är den kuperad. Runt Tisůvka är det ganska glesbefolkat, med 43 invånare per kvadratkilometer. Närmaste större samhälle är Žďár nad Sázavou Druhy, 7,3 km söder om Tisůvka. I omgivningarna runt Tisůvka växer i huvudsak barrskog.